# Bryan Meredith
Bryan Meredith (Scotch Plains, Nueva Jersey, Estados Unidos, 2 de agosto de 1989) es un exfutbolista estadounidense que jugaba de guardameta.

## Trayectoria

### Universidad
Meredith asistió a la Universidad de Monmouth, donde fue el capitán de los Monmouth Hawks.

### Profesionalismo
El 14 de enero de 2011 fue seleccionado por los Seattle Sounders FC en el puesto 29 del SuperDraft de la MLS 2011, aunque no logró conseguir un lugar en el club, y fue transferido al Kitsap Pumas de la USL Premier Development League, para luego fichar finalmente por los Sounders. Debutó profesionalmente el 18 de octubre de 2011 en la derrota por 2:1 contra el Monterrey por la Liga de Campeones de la Concacaf. El club de Seattle declinó el contrato del estadounidense el 14 de diciembre de 2012.
El IK Brage de Suecia fichó al guardameta por dos años el 21 de diciembre de 2012.
Regresó a Estados Unidos y fichó por el New York Cosmos de la North American Soccer League en 2013, aunque no jugó por el club. El 24 de enero de 2014 fichó por el San Jose Earthquakes de la Major League Soccer.
Luego de que su opción de compra no fuera ejercida por el San Jose, en 2016 regresó al Seattle Sounders por el Draft de retorno.
El 19 de noviembre de 2019 fue seleccionado por el Inter Miami CF en el draft de expansión de 2019. Fue intercambiado al Vancouver Whitecaps FC el 29 de enero de 2020 por la selección de la cuarta ronda del SuperDraft de la MLS 2021. Vancouver liberó al jugador al término de la temporada 2020.

## Clubes
| Club                         | País           | Año       |
| ---------------------------- | -------------- | --------- |
| Central Jersey Spartans      | Estados Unidos | 2010      |
| Kitsap Pumas                 | Estados Unidos | 2011      |
| Seattle Sounders FC          | Estados Unidos | 2011-2012 |
| IK Brage                     | Suecia         | 2013      |
| New York Cosmos              | Estados Unidos | 2013      |
| San Jose Earthquakes         | Estados Unidos | 2014-2016 |
| Seattle Sounders FC          | Estados Unidos | 2017-2019 |
| Tacoma Defiance (a préstamo) | Estados Unidos | 2017-2019 |
| Vancouver Whitecaps FC       | Canadá         | 2020      |
| Nashville S. C.              | Estados Unidos | 2021-2023 |
| Indy Eleven (a préstamo)     | Estados Unidos | 2022      |

## Palmarés

### Títulos nacionales
| Título        | Club                | País           | Año  |
| ------------- | ------------------- | -------------- | ---- |
| Soccer Bowl   | New York Cosmos     | Estados Unidos | 2013 |
| Copa MLS      | Seattle Sounders FC | Estados Unidos | 2019 |
| U.S. Open Cup | Seattle Sounders FC | Estados Unidos | 2011 |